# Velîki Orlînți, Krasîliv
Velîki Orlînți (în ucraineană Великі Орлинці) este localitatea de reședință a comunei Velîki Orlînți din raionul Krasîliv, regiunea Hmelnîțkîi, Ucraina.

## Demografie
Componența lingvistică a localității Velîki Orlînți
     Ucraineană (100%)
Conform recensământului din 2001, toată populația localității Velîki Orlînți era vorbitoare de ucraineană (100%).